# طوائف اللاعقلانيين
الطوائف اللاعقلانيين (بالإنكليزية: Cults of Unreason) هو كتاب غير خيالي عن أنظمة المعتقدات غير التقليدية، كتبه كريستوفر ريتشي إيفانز، الذي كان عالِمًا في علم الكمبيوتر وعالمًا نفسيًا تجريبيًا. تم نشره لأول مرة في المملكة المتحدة في عام 1973 من قبل هاراب وفي الولايات المتحدة في عام 1974 من قبل فارار و شتراوس و جيرو، في غلاف عادي عام 1975، و من قبل دار نشر ديلاكوت،، وبالألمانية، بواسطة ولهت، في عام 1976.
يناقش إيفانز السيانتولوجيا والديانية والديانات الغريبة المؤمنين في أتلانتس والارتجاع البيولوجي واليوجا والديانات الشرقية والصناديق السوداء. ويشير إلى أن هذه النظم والمجموعات تدمج التقدم التكنولوجي في إطار لاهوتي، وأن هذا الجزء من جاذبيتها يرجع إلى فشل الناس المعاصرين في العثور على القوة والراحة والمجتمع في الدين التقليدي وفي العلوم. 
في عام 2001، انتقد أخصائي الحركات الدينية الجديدة جورج كريسيدس عنوان الكتاب من خلال الإشارة إلى أن معظم المجموعات التي يشار إليها باسم الطقوس الدينية لديها معتقدات واضحة المعالم.